# جیمی داگلاس
جیمی داگلاس (انگلیسی: Jimmy Douglas; ۱۲ ژانویهٔ ۱۸۹۸ – ۵ مارس ۱۹۷۲) یک بازیکن فوتبال اهل ایالات متحده آمریکا بود.
وی همچنین در تیم ملی فوتبال ایالات متحده آمریکا بازی کرده‌است.